# Tagewerben

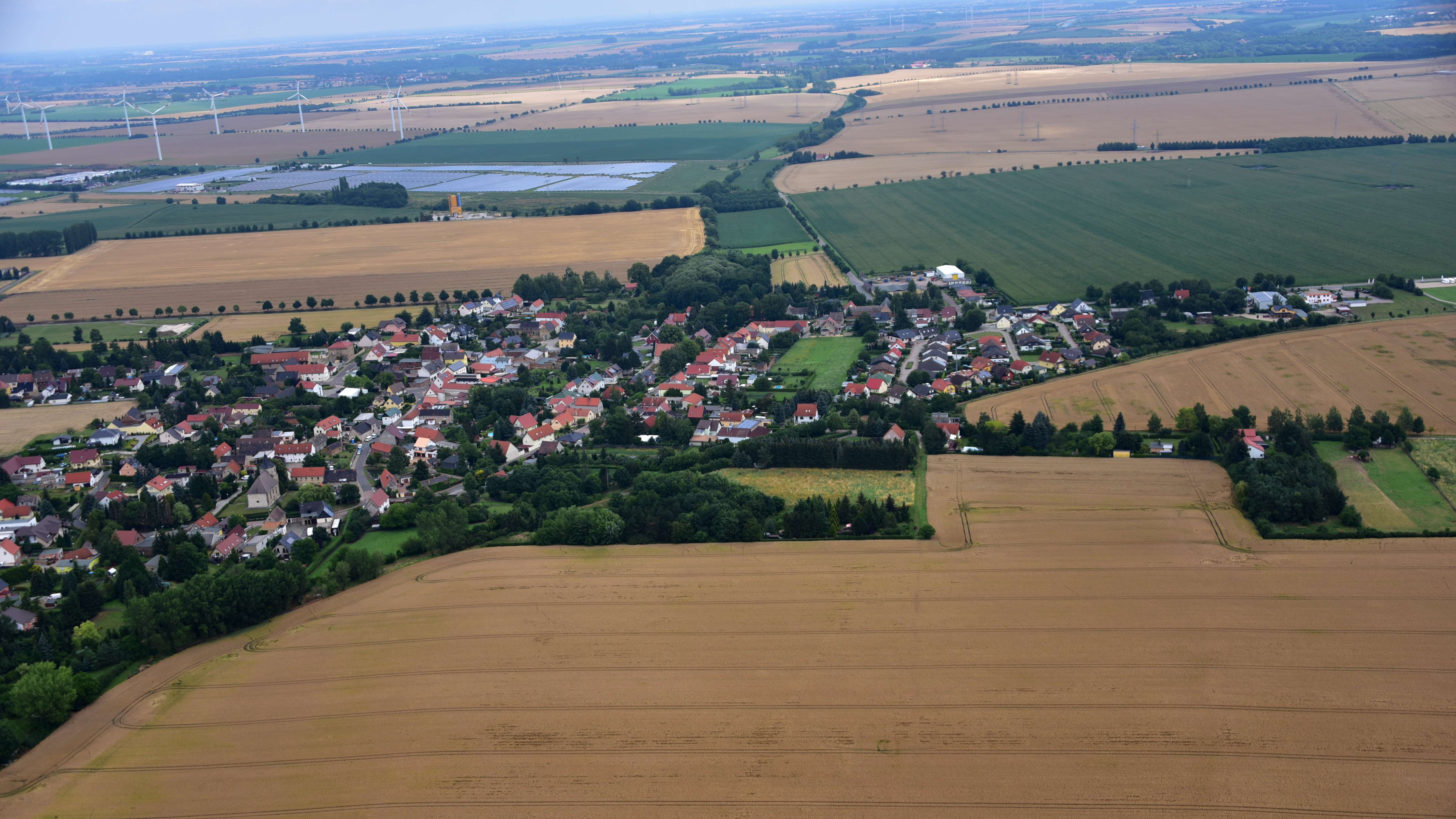
Tagewerben, Luftaufnahme (2017)

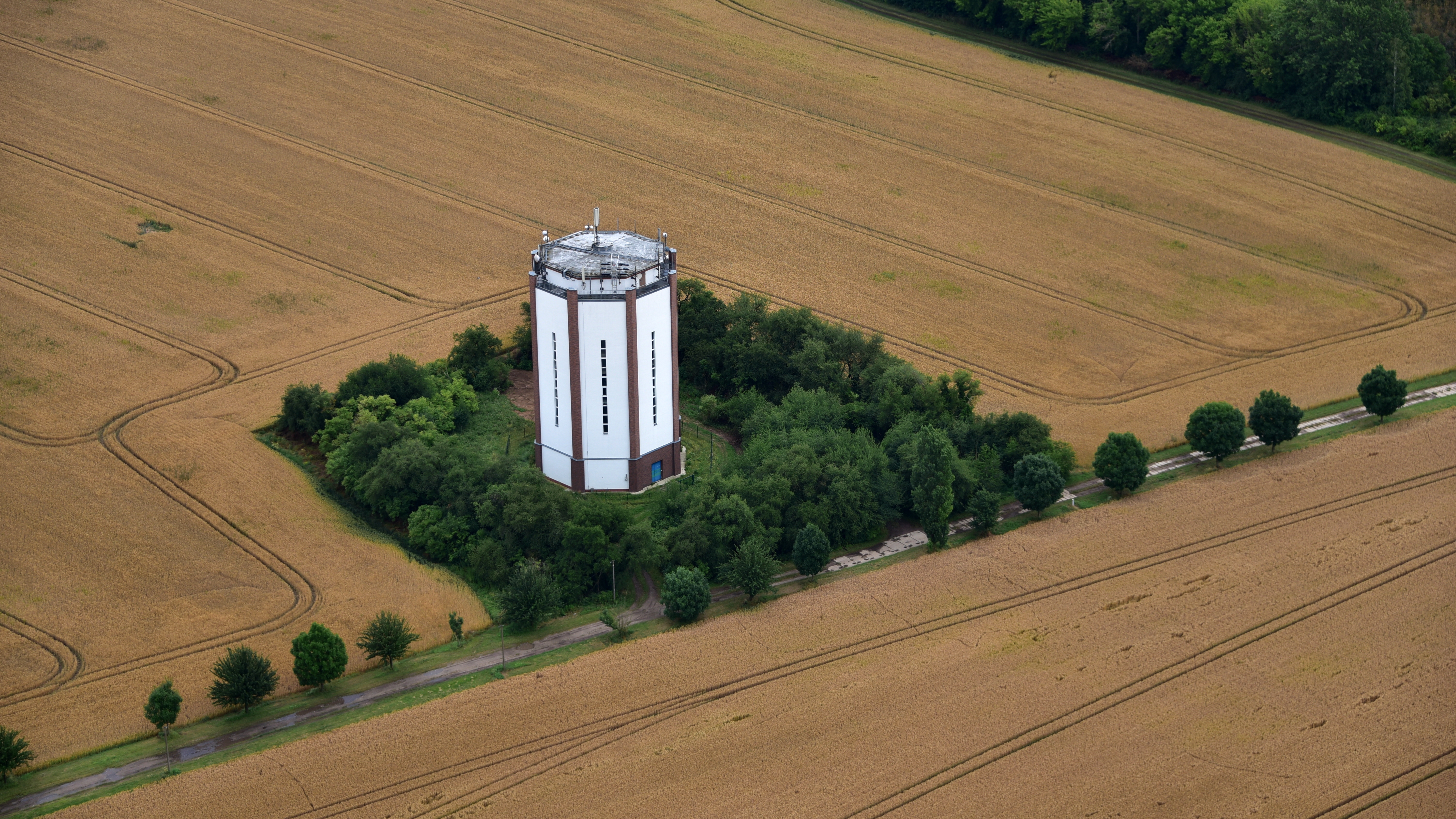
Wasserturm südlich von Tagewerben, Luftaufnahme (2017)

Tagewerben ist eine Ortschaft und ein Ortsteil der Stadt Weißenfels im Burgenlandkreis in Sachsen-Anhalt.

## Geografie
Tagewerben liegt nordwestlich von Weißenfels.

## Geschichte
In einem zwischen 881 und 899 entstandenen Verzeichnis des Zehnten des Klosters Hersfeld wird Tagewerben als zehntpflichtiger Ort Vuirbina im Friesenfeld erstmals urkundlich erwähnt.
Am 1. September 2010 wurde Tagewerben nach Weißenfels eingemeindet.

## Politik
Die bis zu ihrer Zwangseingemeindung im Jahr 2010 selbständige Gemeinde Tagewerben ist heute ein Ortsteil sowie eine Ortschaft der Stadt Weißenfels im Sinne des § 86 GO LSA. Sie verfügt damit über einen Ortschaftsrat aus dessen Mittet der Ortsbürgermeister gewählt wird.

### Ortschaftsrat
Der Ortschaftsrat besteht aus 6 gewählten Ortschaftsräten. Der Ortsbürgermeister gehört dem Ortschaftsrat ex officio an und hat den Vorsitz inne.
| Ortschaftsrat Tagewerben | Ortschaftsrat Tagewerben | Ortschaftsrat Tagewerben        | Ortschaftsrat Tagewerben | Sitzverteilung im Ortschaftsrat 2024–2029Insgesamt 6 Sitze - WfT: 5 - WW: 1 |
| Wahlvorschlag            | Wahlvorschlag            | Wahlvorschlag                   | Sitze                    | Sitzverteilung im Ortschaftsrat 2024–2029Insgesamt 6 Sitze - WfT: 5 - WW: 1 |
| Wahlvorschlag            | Wahlvorschlag            | Wahlvorschlag                   | 2024                     | Sitzverteilung im Ortschaftsrat 2024–2029Insgesamt 6 Sitze - WfT: 5 - WW: 1 |
|                          | WG WfT                   | Wählergruppe Wir für Tagewerben | 5                        | Sitzverteilung im Ortschaftsrat 2024–2029Insgesamt 6 Sitze - WfT: 5 - WW: 1 |
|                          | WG WW                    | Wählergruppe Wir Weißenfelser   | 1                        | Sitzverteilung im Ortschaftsrat 2024–2029Insgesamt 6 Sitze - WfT: 5 - WW: 1 |

### Ortsbürgermeister
Infolge der Kommunalwahlen vom 26. Mai 2019 wurde Ines Veith zur Nachfolgerin von Franz Patzschke gewählt.

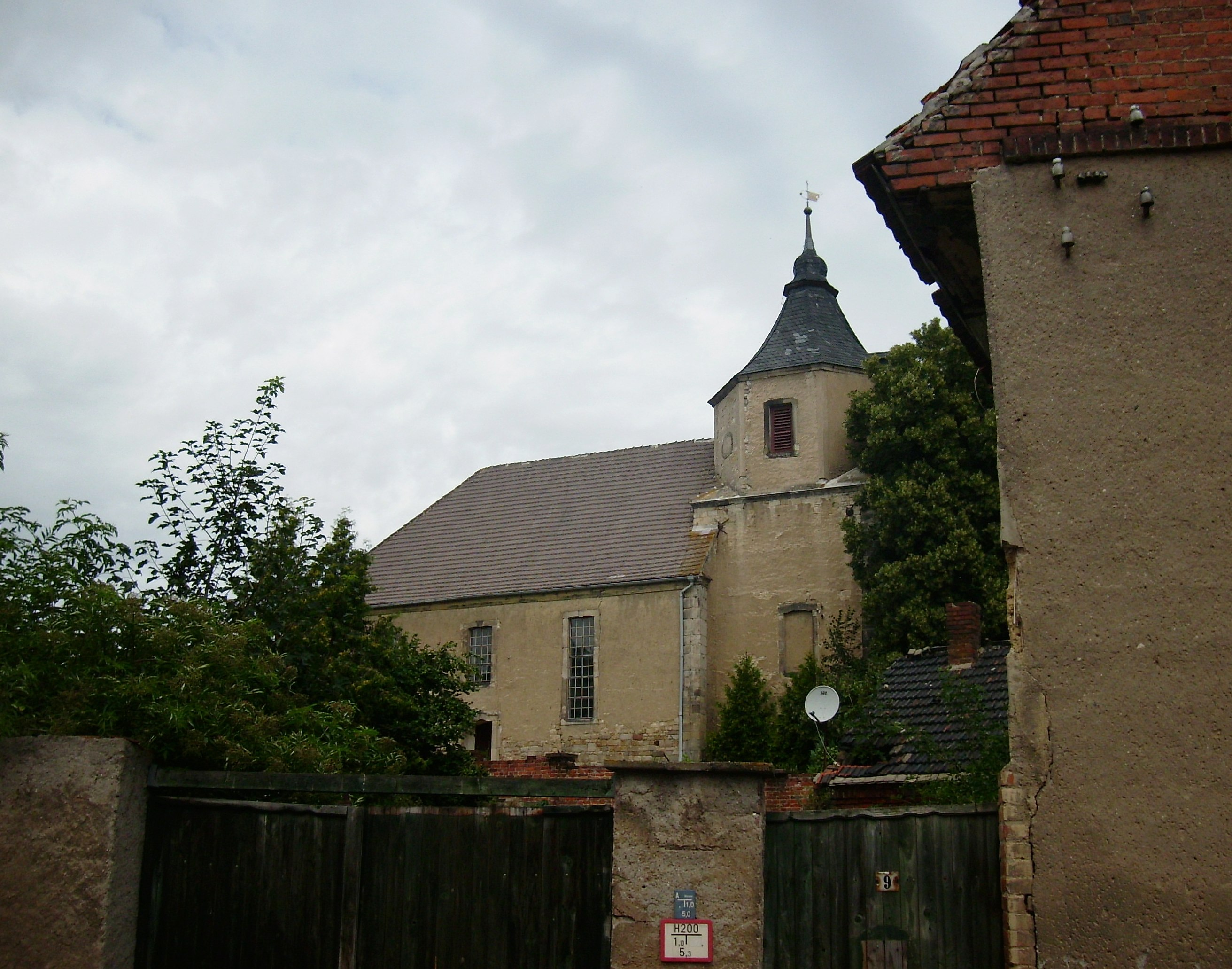
Kirche Tagewerben

## Kultur und Sehenswürdigkeiten

### Regelmäßige Veranstaltungen
- Die alljährlichen Karnevalsveranstaltungen sind im Umkreis bekannt.
- Alljährlich findet am Samstag vor dem 1. Advent der traditionelle „Indoorweihnachtsmarkt“ statt.
- Im September wird an einem Samstag das große Herbstfest durchgeführt.

## Wirtschaft und Infrastruktur

### Verkehr
In unmittelbarer Nähe der Gemeinde verläuft die Bundesstraße 91, die von Weißenfels nach Merseburg führt und die Bundesautobahn 38.